# Torsiac
Torsiac är en kommun i departementet Haute-Loire i regionen Auvergne-Rhône-Alpes i centrala Frankrike. Kommunen ligger i kantonen Blesle som tillhör arrondissementet Brioude. År 2022 hade Torsiac 65 invånare.

## Befolkningsutveckling
Antalet invånare i kommunen Torsiac
| Referens: INSEE |